# 우치다 쓰네오
우치다 쓰네오(일본어: 内田 常雄, 1907년 6월 30일~1977년 12월 29일)는 9선 중의원 의원을 지낸 일본의 정치인이다.

## 생애
1907년 6월 30일에 야마나시현 고후시에서 태어났다. 도쿄 제국대학(지금의 도쿄 대학) 경제학부를 졸업한 뒤 대장성 관재국에서 관료 생활을 시작했다. 전후에 경제안정본부 재정금융국장, 관재국장 등을 거쳐 1952년 총선에 자유당 공천을 받고 출마해 당선돼 정치인이 되었다. 1955년 보수합동 이후 자유민주당 소속이 되었으며 파벌은 굉지회였다.
1970년 1월 제3차 사토 내각에서 후생상으로 처음 입각하여 1년 6개월을 재임했다가 1973년 11월 제2차 다나카 가쿠에이 내각에서 1년 동안 경제기획청 장관을 역임했다. 1976년 9월 자민당 내에서 미키 끌어내리기가 한창일 때 우치다는 자민당 정조회장으로 내정되었다. 하지만 마쓰노 라이조가 간사장 후보로 내정되면서 잡음이 생겼다. 마쓰노는 반주류파인 후쿠다파에 속했지만 당시 후쿠다와는 거리를 두고 미키에 접근하고 있었기에 반주류파는 마쓰노의 간사장 취임에 반대했고 결국 마쓰노는 총무회장이 되고 대신 우치다가 간사장이 되었다(정조회장엔 사쿠라우치 요시오가 취임했다).
그런데 당무 경력이 거의 없던 우치다는 갑자기 집행부를 대표하는 간사장 지명에 굉장히 당혹해했다. 언론도 우치다의 간사장 취임을 예상외의 인사로 표현했다. 더욱이 미키 끌어내리기가 한창이었기에 미키파와 반미키파의 대립이 굉장히 격렬했다. 우치다 본인이 반주류파인 오히라파에 속해 있는 상황 속에서 미키파와 반미키파의 대립을 조정하는 것이 쉽지 않았기에 우치다는 간사장직을 거절하고자 했으나 설득에 못 이겨 받아들이고 말았다. 취임 기자회견 때 "길을 걷다가 맨홀에 빠진 기분이다"라고 본심을 말했다가 맨홀 간사장이라는 조롱도 받았다.
간사장이 된 우치다는 당내 분열을 막기 위해 미키의 원만한 퇴진을 모색하고자 사무국에 당칙과 의원총회규칙 등을 검토하라고 지시했다. 결과적으로 중의원 해산 없이 임기 만료 총선을 치른 뒤에 미키가 물러나는 것으로 합의가 이루어졌다. 하지만 갈등이 해소된 것은 아니었기에 1976년 12월에 치러진 총선은 자민당이 사실상 분열된 상태에서 진행됐고 그 결과 의석수도 크게 줄었다. 자민당이 분당될 수 있는 최악의 위기는 넘겼지만 미키는 선거 패배에 대한 책임을 지는 차원에서 사임했고 우치다를 포함한 자유민주당 집행부도 모두 퇴진했다.
1977년 12월 29일에 현직 의원인 채 사망했다. 향년 70세. 추도 연설은 같은 지역구인 일본사회당의 스즈키 쓰요시가 맡았으며 사후에 훈1등 욱일대수장이 추증되고 정3위에 추서됐다. 원래 생전에 훈1등 욱일대수장을 서훈받을 예정이었으나 우치다가 "오늘의 내가 있는 건 지원자 분들 덕분이다. 나 혼자서 훈장을 받아도 지원자 분들과 나누는 건 불가능하다"라며 거절했었는데 사후에나마 추증된 것이다.
우치다의 지지 기반은 호리우치 미쓰오가 물려받았다. 우치다가 출마한 마지막 총선인 1976년 선거에서 호리우치는 처음 당선되었는데 이때 자민당 무파벌로 있다가 우치다 사후 굉지회에 들어가 그의 지지 기반을 물려받았다.

## 역대 선거 기록
|  | 12.4% |

|  | 10.7% |

|  | 11.6% |

|  | 11.7% |

|  | 15.4% |

|  | 18.1% |

|  | 16% |

|  | 20.8% |

|  | 17.6% |

|  | 12.9% |

| 전임 사이토 노보루 | 제47대 후생대신 1970년 1월 14일~1971년 7월 5일 | 후임 사이토 노보루 |

| 전임 고사카 젠타로 | 제24대 경제기획청 장관 1973년 11월 25일~1974년 11월 11일 | 후임 구라나리 다다시 |